# You Sexy Thing
You Sexy Thing é uma canção gravada pela banda Hot Chocolate do Reino Unido. Ela foi escrita por Errol Brown, principal cantor da banda e em 1975 alcançou o número 2 na UK Singles Chart.
Na época que a canção foi escrita, houve pessoas que queriam que a canção fosse banida ou pelo menos restrita, devido à letra da música, na qual há o agradecimento do cantor à mulher que deseja ter relações sexuais com ele. A exemplo a seguinte parte da letra [carece de fontes?]:
Now you're lying close to me / Making love to me.
and later,
Yesterday, I was one of the lonely people / Now you're lying next to me / Giving it to me.
I believe in Miracles / Where you from / You sexy thing, you?

## Na mídia
- Tocada em 1999 no filme O Homem Bicentenário;
- Tocada em 2000 no filme Cara, Cadê Meu Carro?;
- Tocada em 2001 no filme Legalmente Loira;
- Tocada em 2001 no filme Tá Todo Mundo Louco! Uma Corrida por Milhõe$;
- Tocada em 2003 no seriado Cold Case (episódio Look Again);
- Tocada em 2008 no filme Jogo De Amor Em Las Vegas;
- Tocada em 2007 no programa Pânico na Tv no momento pânico 5 anos;
- Tocada em 2011 no filme Vovó... Zona 3: Tal Pai, Tal Filho;
- Tocada em 2011 na série de TV Supernatural no episódio Mommy Dearest;
- Tocada em 2018 na novela O Tempo Não Para, da Rede Globo.